# The Knick
The Knick este un serial american difuzat de Cinemax, în regia lui Steven Soderbergh, cu Clive Owen în rolul principal. Urmărește atât viața profesională cât și cea personală a doctorului John W. Thackery și a staff-ului de la spitalul Knickerbocker din New York-ul începutului de secol XX.
La 10 iulie 2014, Cinemax a anunțat un următor sezon de 10 episoade (începând cu 16 octombrie 2015).
În anii 1900, spitalul Knickerbocker se putea lăuda cu chirurgi inovatori, care, alături de asistente și restul staff-ului, lupta pentru a depăși limitele impuse de lacunele în cunoașterea medicală de atunci și pentru a crește speranța de viață. Dr. John Thackery (personaj inspirat de Halsted) se lupta cu dependența de cocaină și heroină, ambiția și dorința de inovare menținându-l pe linia de plutire. În peisaj apare dr. Algernon Edwards, absolvent de Harvard, care, în pofida etniei sale, reușește să se impună profesional într-un mediu alimentat de discriminări rasiale.